# Нагорный (Ростовская область)
Наго́рный — посёлок в Мартыновском районе Ростовской области.
Входит в состав Южненского сельского поселения.

## История
В 1987 году указом Президиума Верховного Совета РСФСР Посёлку первой фермы племсовхоза «Сальский» присвоено наименование Нагорный.

## Население
| 2010 |
| ---- |
| 65   |

## Улицы
- ул. Луговая,
- ул. Полевая,
- ул. Цветочная,
- ул. Центральная.